# Dama de Baza

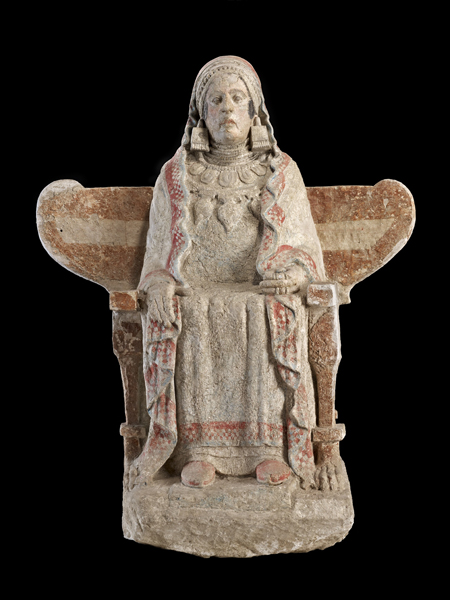
Dama de Baza, Museu Arqueológico Nacional (Madri)

A Dama de Baza é uma figura feita em pedra caliza policromada, do século IV a.C., pelos bastetanos, um povo ibérico pré-romano. Foi encontrada em 22 de julho de 1971 pelo arqueólogo Francisco José Presedo Velo no Cerro do Santuário, necrópole da antiga Basti (Baza), na província de Granada, na Espanha. Estava dentro de uma câmara funerária de 2,60 metros quadrados e 1,80 metro de profundidade, onde havia também uma ánfora púnica que se comunicava com a superfície por meio de um funil, através do qual seguramente se faziam oferendas líquidas desde o exterior. Isto indica que se professava culto à pessoa ali enterrada.